# 东布鲁顿 (阿拉巴马州)
东布鲁顿（英語：East Brewton），是美国阿拉巴马州艾斯康比亞縣下属的一座城市。面积约为3.41平方英里（约合8.83平方公里）。根据2010年美国人口普查，该市有人口2,478人，人口密度为727.11/平方英里（约合280.63/平方公里）。